# 베트남 공화국 공군

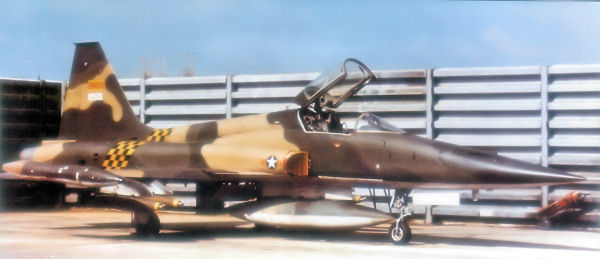
1971년 베트남 공화국 공군의 F-5C

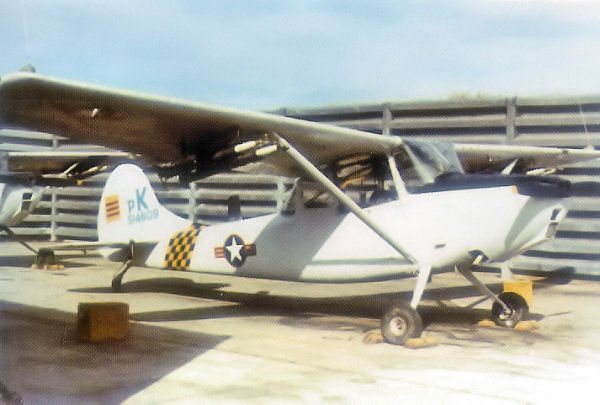
1971년 베트남 공화국 공군의 O-1A

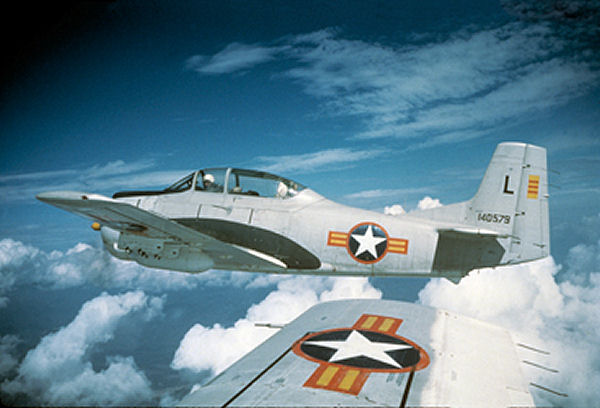
1962년, 베트남 공화국 공군의 마크가 칠해져 있는 T-28의 모습.

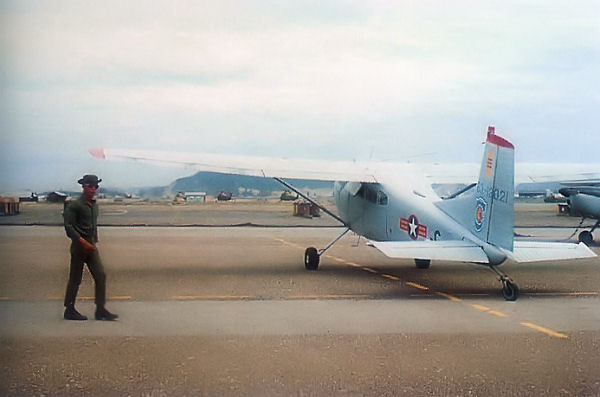
베트남 공화국 공군의 U-17A의 모습. 공군 기지에 착륙되어 있다.

베트남 공화국 공군(베트남어: Không quân Việt Nam Cộng hòa (KQVNCH), 空軍越南共和, 영어: Republic of Vietnam Air Force (VNAF))은 1955년부터 1975년까지 존재했던 베트남 공화국의 공군이었다.
베트남 공화국 공군은 베트남국 당시 프랑스인 조종사들을 고용한 것으로부터 시작되었는데, 이후 베트남 공화국 공군은 성장하여 1974년에 세계에서 6번째로 큰 공군이 되었다. 이 때문에 베트남 공화국 공군이 실행한 작전은 베트남 전쟁 역사상 세계에서 가장 규모가 큰 공중전이 되었다. 베트남 공화국 공군은 1975년 사이공 함락 이후 해체되었으며, 이 이후에 많은 베트남 공화국 공군의 임원들이 미국으로 이민하였다.

## 같이 보기
- 남베트남
- 베트남 공화국 군력
- 베트남 공화국 육군
- 베트남 공화국 해군
- 베트남 공화국 국가경찰

## 참고
- Tucker, Spencer C. (2000). 《Encyclopedia of the Vietnam War》. Santa Barbara, California: ABC-CLIO. 526–533쪽. ISBN 1-57607-040-9.